# Leucochrysa (Leucochrysa) notha
Leucochrysa (Leucochrysa) notha is een insect uit de familie van de gaasvliegen (Chrysopidae), die tot de orde netvleugeligen (Neuroptera) behoort. 
Leucochrysa (Leucochrysa) notha is voor het eerst wetenschappelijk beschreven door Navás in 1913.